# Ranchera
Ranchera (pronuncia-se [ranˈtʃeɾa], /ʁɐ̃.ˈtʃe.ɾɐ/) é um gênero musical tradicional do México (anterior a Revolução Mexicana). Mais tarde, tornou-se intimamente associado às bandas mariachi que evoluíram no estado mexicano de Jalisco. Baseando-se na música folclórica tradicional rural, a ranchera desenvolveu-se como um símbolo de uma nova consciência nacional em reação aos gostos aristocráticos da época.
Inicialmente é um estilo musical rural focado no amor ao México (patriótico) ou no amor à natureza regional. Atualmente é tocado em praticamente todos os estilos musicais regionais mexicanos.